# Zweikampf-Europameisterschaft der Junioren
Die Junioren-Europameisterschaft im Zweikampf wird seit 1967 in der Karambolagevariante Freie Partie und Cadre 47/2 ausgetragen. Von 1957 bis 1965 gab es sieben Vorläuferturniere.

## Geschichte

### Vorläuferturniere
1957 beim „Europäischen Turnier der Junioren“ gab es fünf Teilnehmer, die bis 1965 bis auf acht Teilnehmer erweitert wurden.

## Turniermodus
Bei den Vorläuferturnieren, wie auch später bei den Europameisterschaften wurde das Turnier in der Freien Partie und im Cadre 47/2 ausgetragen. Es wurde im Round-Robin-Modus gespielt. Ab 2007 gab es zwei Gruppen à vier Spieler mit nachfolgender K.-o.-Phase.
Die Partiedistanz betrug seit 1957 250 Punkte in der Freien Partie 150 Punkte im Cadre 47/2. Die Partiedistanzen wurden bei den Europameisterschaften nicht verändert.

## Turnierrekordentwicklung
Die Rekordwerte sind nicht direkt vergleichbar, da verschiedene Umrechnungssysteme verwendet wurden. Ab 1972 wurde die „portugiesische Tabelle“ verwendet. Dadurch war die Aussagekraft des VGD korrekt. Der Kombinationsdurchschnitt ab 2009 wurde nicht berücksichtigt.
| VGD    | Name                   | Jahr |
| ------ | ---------------------- | ---- |
| 25,35  | Goos Vink              | 1957 |
| 27,35  | Ludo Dielis            | 1962 |
| 29,16  | Dieter Wirtz           | 1964 |
| 38,20  | Juan Renom             | 1967 |
| 76,01  | Christ van der Smissen | 1972 |
| 109,02 | Christ van der Smissen | 1973 |
| 140,84 | Christ van der Smissen | 1975 |
| 157,47 | Raymund Swertz         | 2008 |

| BVED   | Name                   | Jahr |
| ------ | ---------------------- | ---- |
| 38,57  | Goos Vink              | 1957 |
| 42,30  | Léo Corin              | 1958 |
| 61,11  | Ludo Dielis            | 1962 |
| 100,66 | Jean Bessems           | 1967 |
| 268,33 | Christ van der Smissen | 1972 |
| 278,33 | Peter Bracke           | 1973 |
| 361,66 | Philippe Maréchal      | 1974 |
| 361,66 | Christ van der Smissen | 1975 |
| 361,66 | Raymund Swertz         | 2008 |

## Turnierstatistik
Der (VGD) gibt den Verhältnismäßigen Generaldurchschnitt des jeweiligen Spielers während des Turniers an.
| Nr.                                        | Jahr                              | Ort                               | Gold                              | GD                                | Silber                            | GD                                | Bronze                            | GD                                |
| Europäisches Turnier der Junioren          | Europäisches Turnier der Junioren | Europäisches Turnier der Junioren | Europäisches Turnier der Junioren | Europäisches Turnier der Junioren | Europäisches Turnier der Junioren | Europäisches Turnier der Junioren | Europäisches Turnier der Junioren | Europäisches Turnier der Junioren |
| ------------------------------------------ | --------------------------------- | --------------------------------- | --------------------------------- | --------------------------------- | --------------------------------- | --------------------------------- | --------------------------------- | --------------------------------- |
| 1                                          | 1957                              | Saarbrücken                       | Goos Vink                         | 25,35                             | Walter Zill                       | 18,61                             | Léo Corin                         | 18,49                             |
| 2                                          | 1958                              | Visé                              | Léo Corin                         | 24,78                             | Goos Vink                         | 18,32                             | Josef Tyskens                     | 17,11                             |
| 3                                          | 1959*1                            | Lyon                              | Léo Corin                         | 27,39                             | Jacobus de Nijs                   | 10,58                             | Henri Hibon                       | 08,93                             |
| 4                                          | 1960                              | München                           | Léo Corin                         | 19,18                             | Hans Ritschel                     | 15,65                             | Piet de Leeuw                     | 14,30                             |
| 5                                          | 1962                              | West-Berlin                       | Ludo Dielis                       | 27,35                             | Joop Roodenburg                   | 22,62                             | Dieter Müller                     | 15,98                             |
| 6                                          | 1964                              | Krefeld                           | Dieter Wirtz                      | 29,16                             | Franz Stenzel                     | 14,99                             | Florent de Jonghe                 | 18,64                             |
| 7                                          | 1965                              | Haarlem                           | Victor Beckers                    | 24,11                             | Jean Bessems                      | 24,09                             | Florent de Jonghe                 | 22,86                             |
| Zweikampf-Europameisterschaft der Junioren |                                   |                                   |                                   |                                   |                                   |                                   |                                   |                                   |
| 1                                          | 1967                              | Orléans                           | Florent de Jonghe                 | 37,94                             | Jean Bessems                      | 32,74                             | Juan Renom                        | 38,20                             |
| 2                                          | 1972                              | Tours                             | Christ van der Smissen            | 76,01                             | Willy Steures                     | 55,69                             | Marc van der Spiegel              | 38,26                             |
| 3                                          | 1973                              | Herentals                         | Christ van der Smissen            | 109,02                            | Peter Bracke                      | 52,76                             | Paul van de Voorde                | 41,44                             |
| 4                                          | 1974                              | Aachen                            | Philippe Maréchal                 | 42,37                             | Thomas Wildförster                | 41,37                             | Jürgen Kresse                     | 24,01                             |
| 5                                          | 1975                              | Amsterdam                         | Christ van der Smissen            | 140,84                            | Paul Couespel                     | 54,03                             | Louis Havermans                   | 46,83                             |
| 6                                          | 1976                              | Landsmeer                         | Jos Bongers                       | 79,48                             | Norbert Ohagen                    | 40,61                             | Willy Leman                       | 37,11                             |
| Nr.                                        | Jahr                              | Ort                               | Gold                              | GD                                | Silber                            | GD                                | Halbfinalisten                    | GD                                |
| 7                                          | 2007                              | Afferden                          | Raymund Swertz                    | 75,22                             | Shyaam Poedai                     | 45,21                             | Ludovic Hebrard                   | 34,20                             |
| 7                                          | 2007                              | Afferden                          | Raymund Swertz                    | 75,22                             | Shyaam Poedai                     | 45,21                             | Pavel Böhm                        | 38,58                             |
| 8                                          | 2008                              | Athen                             | Raymund Swertz                    | 157,47                            | Pavel Böhm                        | 66,24                             | Ian van Krieken                   | 63,84                             |
| 8                                          | 2008                              | Athen                             | Raymund Swertz                    | 157,47                            | Pavel Böhm                        | 66,24                             | Kenny Miatton                     | 23,37                             |
| 9                                          | 2009                              | Rezé                              | Raymund Swertz                    | 182,69                            | Pavel Böhm                        | 91,66                             | Andy de Bondt                     | 42,37                             |
| 9                                          | 2009                              | Rezé                              | Raymund Swertz                    | 182,69                            | Pavel Böhm                        | 91,66                             | Demi Pattiruhu                    | 54,24                             |
| 10                                         | 2010                              | Afferden                          | Christoph Hilger                  | 137,24                            | Andy de Bondt                     | 122,22                            | Raymund Swertz                    | 225,00                            |
| 10                                         | 2010                              | Afferden                          | Christoph Hilger                  | 137,24                            | Andy de Bondt                     | 122,22                            | Pavel Böhm                        | 151,87                            |
| 11                                         | 2011                              | Athen                             | Gert-Jan Veldhuizen               | 132,50                            | Demi Pattiruhu                    | 107,27                            | Andy de Bondt                     | 72,07                             |
| 11                                         | 2011                              | Athen                             | Gert-Jan Veldhuizen               | 132,50                            | Demi Pattiruhu                    | 107,27                            | Antonio Montes                    | 71,16                             |
| 12                                         | 2012                              | Wieselburg                        | Gert-Jan Veldhuizen               | 88,52                             | Kostas Antonopoulos               | 70,94                             | Demi Pattiruhu                    | 73,31                             |
| 12                                         | 2012                              | Wieselburg                        | Gert-Jan Veldhuizen               | 88,52                             | Kostas Antonopoulos               | 70,94                             | Antonio Montes                    | 68,84                             |

Anmerkungen
*1 Auf Wunsch des französischen Verbandes wurde das Turnier nur in der Freien Partie ausgetragen.